# ЕУЛЕКС
ЕУЛЕКС Косово (EULEX Kosovo; на английски: European Union Rule of Law Mission in Kosovo) е мисията на Европейския съюз в Косово.
Тя действа в рамките на Временната администрация на ООН в Косово (UNMIK) и има за цел да помогне за установяването на демократичните принципи, върховенството на закона, спазването на човешките права и представителството на всяко етническо малцинство във властта в новосъздадената държава Косово.

## Действия за стабилизиране на Косово
На 7 октомври 2005 г. Генералният секретар на ООН (ГСООН) Кофи Анан препоръчва на Съвета за сигурност на ООН да стартира процеса за определяне на бъдещия статут на Косово. Тази препоръка е отправена заедно с доклад на посланик Кай Ейде, в който се прави изводът, че въпреки корупцията и всеобхватното етническо напрежение е постигнат достатъчен напредък в създаването на институции, за да заработи правителството в Косово, поради което би било твърде неразумно политическият импулс да бъде спрян. Съветът за сигурност подкрепя намеренията на ГСООН. ГСООН Анан назначава бившия президент на Финландия, Марти Ахтисаари, за свой специален представител, наблюдаващ процеса. Разговорите относно статута на Косово започват през февруари 2006 г. във Виена.
На 17 февруари 2008 г. Парламентът на Косово приема резолюция, която обявява независимостта на Косово, потвърждава приемането на плана Ахтисаари и съгласието на страната ЕС да провежда нови мисии, а НАТО да поддържа сили в нея. На 16 февруари 2008 г. Съветът одобрява изпращането на мисията на Европейския съюз в областта на върховенството на закона в Косово, известна като ЕУЛЕКС. Първоначалният срок на мисията е 28 месеца – до 14 юни 2010 г., но след това с Решение 2010/322/ОВППС този срок се удължава с 2 години, а именно до 14 юни 2012 г. Не по-късно от 6 месеца преди изтичането на обявения срок Съвета на ЕС трябва да обяви дали той ще бъде удължен.

## Структура на мисията
Има три главни органа на ЕС, които оперират в Косово. Това са Специалният представител на ЕС (EUSR), офисът за връзка в Европейската комисия (ECLO) и Мисията на ЕС за върховенството на закона в Косово ЕУЛЕКС.

### Специален представител на ЕС (EUSR)
Офисът на EUSR е създаден от Съвместно действие на съвета на 04.02.2008 г. Специалният представител на ЕС докладва на Съвета на ЕС, на междуправителствения орган представляван от 27-те държави членки на ЕС чрез Представителя на външната политика и политика за сигурност Катрин Аштън. Ръководител на екипа на EUSR, който се състои от 30 души, е Фернандо Джентилини. EUSR предлага съвети и подкрепа на правителството на Косово в политическия процес по отношение на европейската интеграция, осигурява цялостна координация между представителствата на ЕС в Косово и допринася за развитието и консолидацията при спазването на човешките права и основните свободи в Косово.

### Офис за връзка в Европейската комисия (ECLO)
Той действа от 2004 г. и помага да бъдат прокарвани реформи чрез редовен политически и технически диалог. Ръководител на екипа, състоящ се от около 80 души, е Калдон Сино. ECLO осигурява значително финансиране на проекти за заздравяване на институциите, за развитие на икономиката и реализиране на европейските стандарти, поддържа процеса на стабилизиране и асоцииране.

### Девиз: „Партньорство за справедливост“
ЕУЛЕКС е най-голямата гражданска мисия, която някога е стартирала от общата политика за сигурност и отбрана на ЕС. Основната цел е да се помогне на косовските власти в областта на върховенството на закона и по-специално при полицията, съдебната система и митническите власти. Мисията не е в Косово, за да управлява. Това е техническа мисия, която ще наблюдава, помага и съветва като ще има и ограничен брой изпълнителни правомощия. ЕУЛЕКС функционира в рамките на Резолюция 1244 Архив на оригинала от 2008-02-16 в Wayback Machine. на съвет на ООН и се ръководи директно от Брюксел. Персоналът на ЕУЛЕКС се състои от около 3200 члена (1950 международни, сред които представители на повечето държави членки на ЕС, както и Норвегия, Швейцария, Турция, Хърватия и САЩ, и 1250 местни) и ще функционира до 14.06.2012 г. Ръководител на представителите е Ксавие Боут де Марнак Архив на оригинала от 2012-03-02 в Wayback Machine., а центърът се намира в Прищина.
Мисията на Общата политика за сигурност и отбрана ще помага на властите в Косово, съдебните власти и правоприлагащите органи в постигането на устойчивост и отчетност. Ще продължава да развива и заздравява независима и мултиетническа съдебна система, мултиетническа полиция и митнически власти, ще осигурява свободата на тези институции от политическа намеса и придържането им към международно признатите стандарти и най-добрите европейски практики. Мисията, в пълно сътрудничество с програмите на ЕС за подпомагане, ще изпълнява мандата си чрез наблюдение, насочване и консултации, като същевременно си запазва и някои изпълнителни отговорности.

### Екип по планиране на ЕС
На 10.04.2006 г. Съветът на ЕС решава да създаде Екип по планиране (EUPT), чиято функция при евентуална бъдеща операция на ЕС е да подпомогне управлението на кризи в областта на върховенството на закона в Косово. Екипът по планиране има около 80 международни и 55 местни члена, структурирани в 4 групи: офис на началника на екипа по планиране, полицейска, съдебна и административна група. Екипът по планиране подготвя пътя на мисията ЕУЛЕКС, а след това продължава да подкрепя изграждането на ЕУЛЕКС главно в областта на финансите и обществените поръчки.

### ЕУЛЕКС митнически компонент
Косово разполага с млада митническа администрация, която има много планове за бъдещето, която вече е съществен правителствен орган, събиращ 70% от държавните приходи. Както при други западни балкански митнически служби, приоритет е създаването на ефективни служби, които да работят с перспектива за членство в ЕС.
Мисията ЕУЛЕКС е създадена през декември 2008 с цел мониторинг, наставническа и консултативна подкрепа (MMA) за косовските митници, за да им помогне да постигнат целите си. Съставът на ЕУЛЕКС, работещ в митническия компонент Архив на оригинала от 2012-01-18 в Wayback Machine. има обширни знания за европейските митнически стандарти и се стреми да споделя своя опит с косовските си колеги.
Митническият компонент на ЕУЛЕКС има 76 международни и 39 национални члена в екипа си. ЕУЛЕКС има редица мобилни екипи, работещи с Косовски митници за борба с контрабандата, Гъвкави екипи (FAST) на граничните пунктове (ГКПП) и терминали в Косово. Значителни промени са въведени през ноември 2010 с цел осъществяване на по-тесни работни връзки между работните екипи и колегите им в Косовски митници. Мобилните екипи са децентрализирани от Прищина, заради отварянето на две нови бази в Призрен, Печ и Косовска Митровица. Това подобрение е довело до по-конструктивно присъствие в областта и на по-доброто разпределение на подкрепата за Косовски митници.
От февруари 2009 г. мисията ЕУЛЕКС работи за подобряване на контрола на митниците в северната част на Косово, защото се отчита важността от защита на обществото от цялата гама забранени и ограничени стоки, които могат да застрашат и навредят на населението.
На макро ниво, ключова роля за икономиката на страната играе световната търговия и по тази причина ефективността на митническата служба има ключова роля. Първо тя трябва да улеснява законната търговия в подкрепа на стабилна икономика и второ тя трябва да осигури ефективното прилагане на закона за разкриване и превенция на незаконна търговия на забранени и ограничени стоки. Борбата с незаконната търговия в сътрудничество с други правоприлагащи органи и други организации за предоставяне на техническа помощ също допринасят за борбата срещу организираната престъпност и тероризма и помагат за защита на правото на интелектуална собственост.

### ЕУЛЕКС компонент правосъдие
Една от основните цели на компонента правосъдие на ЕУЛЕКС е да подобри съдебната система на Косово, за да я направи напълно мултиетническа, безпристрастна, свободна от политическо влияние и способна да проведе справедлив съдебен процес в съответствие с международните стандарти и най-добрите европейски практики.
Функциите на съдиите и прокурорите на ЕУЛЕКС са установени чрез закон. Те работят в тясно сътрудничество с местните си колеги в атмосфера на взаимно доверие. Съдиите и прокурорите на ЕУЛЕКС също наблюдават, консултират и съветват своите колеги.
Компонентът правосъдие се състои от около 420 души. В това число около 70 души работят в системата на затворите, има повече от 50 съдии и около 30 прокурора.
Хората, работещи в Компонента правосъдие на ЕУЛЕКС са в ежедневен контакт с администрацията на косовското правосъдието. Те споделят умения и опит с местните си колеги. Косовските институции се възползват от това и като резултат доверието в съдебната система трябва да се увеличи.

### ЕУЛЕКС компонент полиция
Компонентът полиция е част от цялостната подкрепа на ЕУЛЕКС за държавните власти в Косово в областта на върховенството на закона. Този компонент помага на косовската полиция в работата ѝ за постигане на мултиетническа полиция, свободна от политически намеси и влияние и в услуга на косовските граждани.
Отново се осъществяват типичните за ЕУЛЕКС функции – мониторинг, наставнически и консултативни функции на косовската полиция. Полицаите на ЕУЛЕКС са пропорционално разположени заедно с косовските си колеги. По този начин полицаите на ЕУЛЕКС имат роля да подкрепят своите местни колеги при изпълнение на техните функции, без да ги изземват, като имат и коригиращи правомощия. Интервенциите са обаче само в изключителни случаи, например когато властите на Косово не могат да предотвратят насилието срещу малцинствените общности или когато има политическа намеса при осъществяването на върховенството на закона.
Полицията на ЕУЛЕКС се състои от около 1400 международни полицаи, разположени из Косово. Служителите са структурирани в зависимост от техните задачи в три отдела: укрепващ, изпълнителен полиция и специален полицейски отдел.

### Преса и обществен информационен офис
Пресата и общественият информационен офис (PPIO) Архив на оригинала от 2012-01-18 в Wayback Machine.са отдел в рамките на ЕУЛЕКС. Информационната политика се основава на проактивен подход при пълна прозрачност на целите на мисията и навременен отговор на запитвания. Говорителят е на разположение 24 часа в денонощието, 365 дни в годината.
Основната цел е да се обясни какво е ЕУЛЕКС и да се отговори на запитвания относно работата на ЕУЛЕКС. Има говорители, които са специализирани във всяка една от трите съставни части на ЕУЛЕКС: полицията, съдебната система и митниците.

### Панел по правата на човека
Европейският съюз създава Панел по правата на човека на 29 октомври 2009 г., чрез който ЕУЛЕКС да разглежда съмненията за нарушаване на правата на човека в ръководството на администрацията в Косово. Панелът е независим външен орган за отчетност, който следва да изпълнява своите функции с безпристрастност и честност. Той допълва цялостната отчетност на ЕУЛЕКС, която включва вътрешно следствено звено и схема, която да осигурява правата на човека от трета страна.
Панелът разглежда жалби, които са подадени до него в рамките на шест месеца от датата на предполагаемото нарушение. Панелът решава дали жалбата е допустима и когато това е така, той разглежда жалбата и прави констатацията дали ЕУЛЕКС е нарушила човешките права на приложимото право в Косово.
Когато Експертната група прецени, че е настъпило нарушение, неговите констатации могат да включват необвързващи препоръки за коригиращи действия от страна на ръководителя на мисията. Препоръките на Групата и на последващи действия от страна на ръководителя на мисията се публикуват на английски, албански и сръбски език на уебсайта на групата.

## Отчетност
Обвързана с осигуряването на върховенството на закона Мисията има ограничени изпълнителни функции. Осигуряването на отчетност е от фундаментално значение за ЕУЛЕКС в името на постигане на общите цели.
ЕУЛЕКС е с имунитет срещу местния юридически и административен процес. Това е в съответствие с останалите международни и дипломатически мисии по света. Въпреки това ако член на персонала на ЕУЛЕКС все пак нарушава закона, неговия / нейния имунитет може да бъде снет и човек може да се носи наказателна отговорност в родината си.
Концепцията за отчетност на ЕУЛЕКС е сложна и включва редица разнообразни, но неразделни елементи. Това включва оперативни, вътрешни и външни елементи за отчетност – прилагани едновременно към населението на Косово и към хора от Европейския съюз.

### Оперативна отчетност
За да се осигури оперативна отчетност, мисията е разработила система за оценка на въздействието
на работата на ЕУЛЕКС. Към персонала, който е разположен заедно с местните си колеги, се отправят ежемесечно редица въпроси, касаещи развитието в специализираните области. Тези отговори изграждат картина на промените в рамките на местната полиция, съдебните и митнически системи, което позволява на ЕУЛЕКС да докладва за напредъка на институциите на Косово в осигуряването на върховенството на закона.
Тези резултати ще се измерват спрямо стратегически цели, договорени от държавите членки на ЕС. Тази система е известна като „програмен подход“ и това е първият път, в който ЕС използва тази система в такъв мащаб. Основна цел е да осигури отчетност и статистически да измери постиженията на ЕУЛЕКС, чрез измерване на напредъка на местните институции в областта на върховенството на закона. Системата е в същото време стратегия за излизане от кризата за ЕУЛЕКС. След като стратегическите цели са изпълнени ЕУЛЕКС трябва да напусне Косово и пълната отговорност за върховенството на закона да падне в ръцете на местните институции.

#### Офис по правата на човека и равенството между половете (HRGO)
Офисът по правата на човека и равенство то между половете (HRGO) е консултативен и политически орган, който е с преобладаваща превантивна, консултативна и координираща функция в осигуряването на това, всички дейности на ЕУЛЕКС да съответстват на международните стандарти по отношение на човешките права и равенството между половете. HRGO се занимава с вътрешни и външни действия, за да изпълни своята превантивна и консултативна роля. HRGO насърчава човешките права и равенството между половете като част от вътрешния процес на консултации във всички аспекти на ЕУЛЕКС мандата на изпълнение, включително политиката за развитие, програмни дейности, мониторинг и изготвяне на доклади. В допълнение, HRGO осигурява на персонала на мисията обучение по правата на човека и равнопоставеността на половете. HRGU не отговаря за оплакванията, касаещи правата на човека срещу ЕУЛЕКС, такива оплаквания трябва да се адресират до по панела по правата на човека.

#### Вътрешна отчетност
Правна отчетност се осигурява чрез съдебни механизми на страните-участнички. В този контекст мисията се ангажира да информира широката общественост за резултатите от такива действия като важен фактор за отчетност. Правна отчетност е гарантирана в съответната съдебната система чрез достъп до правосъдие и право на страните на обжалване.

#### Дисциплинарна отчетност
ЕУЛЕКС има звено за вътрешен разследвания и дисциплинарни комисии и тези комисии за разследване се свикват редовно, за да се справят с нарушения на правила и регламенти от страна на персонала, включително Кодекса на поведение, т.е. „неправомерно поведение“. Изследванията могат да доведат до препоръки или дисциплинарни решения, които да бъдат съобщени на съответните национални или ЕС органи.

#### Външна отчетност
Политическата отговорност на държавите членки на ЕС и участващите трети държави е постигната чрез веригата на командването, състояща се от ръководителя на мисията, командира на европейските граждански операции и директорът на Гражданско планиране и поведение. Те се отчитат пред Европейския съюз(ЕС-членки) чрез върховния представител по въпросите на външните работи и политиката на сигурност. Отчетността по отношение на политическите органи в Косово е гарантирана чрез редовни контакти между мисията, по-специално на ръководителя на мисията, както и властите в Косово. Съвместният съвет по върховенството на закона е ключова институция за това.

#### Социална отчетност пред обществото на Косово
Мисията предоставя прозрачна и своевременна информация за дейността на мисията на гражданското общество в Косово, на журналисти и хора на дневна база. Уебсайтът на ЕУЛЕКС е жизненоважен инструмент за това.

#### Финансова отчетност
Финансовата отчетност е необходима за контрола върху изпълнението на задълженията в съответствие с приложените правила на Общността, което прави възможна отчетността на мисията пред Европейската комисия, която отговаря за надзора на финансовите аспекти на мисията, както и косвено към ЕС.
Всички претенции за финансова компенсация на предполагаеми вреди, причинени от ЕУЛЕКС, като общо правило ще се обработват чрез съществуващото застрахователно покритие. Всеки иск за финансово обезщетение следва да бъде адресиран до ръководителя на мисията, който ще се увери, че искът е основателен.

### Външна отчетност на правата на човека
ЕС съдейства за създаването на панел за преглед на човешките права (HRRP) за ЕУЛЕКС, който да разглежда жалби от всяко лице, което твърди, че е жертва на нарушения на човешките права от ЕУЛЕКС в поведението на неговия изпълнителен мандат. HRRP е независима при упражняването на своите функции, които изпълнява с безпристрастност и почтеност.

## Проследяване на механизма за мониторинг, насочване и консултации
Целта на мисията се изразява в броя на стратегическите цели. Изявлението на мисията ЕУЛЕКС е свързано с шест основни цели: подпомагане на косовските власти, съдебните власти и правоприлагащите органи в техния напредък към устойчивост, отчетност, мулти-етническа принадлежност, свобода от политическа намеса в съответствие с международно признати стандарти и най-добрите европейски практики. Тези важни цели дефинират обща визия за бъдещето на върховенството на закона в институции на Косово, визия, че ЕУЛЕКС ще помогне това да бъде постигнато. Нещо повече, той определя дневния ред за европейската перспектива на Косово.
Това, което се предвижда в Изявлението на мисията е процес на реформи: т.е. прогрес в полицията на Косово, правосъдието и митниците от „актуалното състояние“ до „пожеланото състояние“ на 6-те основни цели на мисията. От съществено значение е, че работещите в името на върховенството на закона, знаят, че са в началото и какво искат да постигнат в бъдеще. Между декември 2008 и юни 2009 г. ЕУЛЕКС провежда Фаза I на програмата. Тя се състои от една подробна оценка на текущото изпълнение на върховенството на закона – с други думи, ЕУЛЕКС се опита да отговори на въпроси, свързани с „актуалното състояние“ на полицията, митническите и съдебните компоненти, и да идентифицира възможни граждански партньори от обществото в дейностите на ММА. Резултатите от оценката са описани в доклада на Програмата на ЕУЛЕКС от юли 2009 г., които извеждат на преден план голям брой препоръки за бъдеща промяна.
От август 2009 г. ЕУЛЕКС работи със своите колеги от косовското върховенство на закона за преобразуване на препоръките в действителна промяна. Тази работа се оказа трудна и предизвикателна за всички засегнати. Чрез стратегия, основана на принципа на „местна собственост“, всички заинтересовани страни работят усилено да преобразуват визията на ЕУЛЕКС (въз основа на шестте цели на Мисията) в реалност. Макар че много е постигнато, остава още много да се направи.
Персоналът на ЕУЛЕКС, в тясно сътрудничество с местните си колеги, следва процес от пет стъпки на конвертиране на основната идея зад всяка препоръка в реалност. Всяка препоръка (на първоначалния доклад на Програмата на ЕУЛЕКС) е преобразувана в „Мониторинг, насочване и консултации на действие“ (наричана по-долу за краткост "MMA действия”) с подходяща цел.

## Програмен доклад 2011
Когато ЕУЛЕКС започва да действа през декември 2008 г., една от основните цели е да се изгради карта на силните и слабите страни в областта на върховенството на закона във всяка част на различните институции. Картата, състояща се от задълбочена оценка на системата от постижения на върховенството на закона, е завършена през юни 2009 г. и довежда мисията до публикуване на линия. Въз основа на идентифицираните слабости в базовата линия са конструирани малки и средни проекти от съветниците ЕУЛЕКС в тясно партньорство с местните им колеги. Предимството за предприемането на тези коригиращи действия е в изпълнението им съвместно с местните институции на върховенството на закона, така че да се осигури тяхната собственост върху изхода от ММА процеса.
Това е може би е най-важната част от мандата на мисията и тя е осъществена чрез мониторинг, насочване и консултации (MMA), където персонал на ЕУЛЕКС работи заедно с колегите си от Косово в изпълнението на техните ежедневни задължения. Този широк европейски ангажимент към Косово подчертава доколко се счита за устойчив напредъкът в тези области, които са от съществено значение не само за Косово, но и за целия европейски регион. Годишните доклади на програмата ЕУЛЕКС предоставят анализ на напредъка на институциите на върховенството на закона в Косово. Напредъкът се измерва спрямо основната линия през 2009 г. Програмният доклад за 2011 г. се стреми да осигури аналитичен обзор на напредъка, постигнат от самото начало на мисията като по този начин отива извън времевата рамка на последните 12 месеца. Анализът се основава на развитията, наблюдавани от стотици членове на мисията и каталогизирани от мисията през последните 30 месеца. Повече от 5000 тематични доклади са били генерирани и анализирани. Ръководителят на мисията ЕУЛЕКС приветства публикуването на доклад: „Бих искал да благодаря на нашите косовски партньори, работещи в областта на върховенството на закона, за тяхната всеотдайност и ангажираност. Докладът също така демонстрира упоритата работа и ангажираността на мандата на мисията на ММА. Уверен съм, че чрез продължаване на съвместната работа и засилване на нашето партньорство, ние ще постигнем повече положителни резултати в полза на хората и върховенството на закона.“
Косовската полиция поема повече задачи и е подложена на добре обмислено организационно преструктуриране. Стратегическото управление показва, че материалният капацитет води до качествена промяна. Полицията е приета от обществото с високо ниво на доверие. Условията за успешно продължаване на модернизацията на услугата и на сближаването на полицията със стандартите на ЕС също са добри. Предизвикателствата, които предстоят, са ясни. Важно е да се поддържа добро темпо на изпълнение в стратегически области като например управление на ресурсите, модели за поддържане на ред в обществото, въвеждане на разузнавателни функции в полицията, система за справяне с организираната престъпност, изграждане на система за защита на свидетелите.
Правосъдната система продължава да се изгражда и да показва признаци на напредък. Приет е набор от закони, за да се постигне максимално правосъдие. Изпълнението на тези разпоредби ще има макроскопично влияние върху системата. По тази причина укрепването на капацитета и компетенциите на Съдебния и Прокурорския съвет на Косово също са на фокус. Съдиите и прокурорите са проверени и преназначавани. Средната възраст на магистрат сега е около 50 години, а през 2009 е била около 60. Заплатите се увеличават и съдилищата се реновират. Дисциплинарните комисии са независими. Обществото все още възприема съдебната система като слаба, с наличие на случаи на корупция и подвластна на политически и външни влияния. Предизвикателствата, които предстоят са много и с много сложен характер, както и приемането на закона за защита на свидетелите и на закона за изчезналите лица. Подобряването на нивото на изпълнение на съдебните решения, повече конфиденциалност и материални безпристрастност все още са цели, които предстоят да бъдат постигнати. Положителна забележка за Министерството на правосъдието, което все по-често поема отговорност за координирането на много дейности в неговата сфера на компетентност.

## Бъдещето на ЕУЛЕКС
На 21 ноември 2011 г. е проведена среща между началника на Ксавие де Мернак, заместник министър-председателя и министър на правосъдието Хайредин Куци и началника на службата за връзка с Европейската комисия в Косово Калдоун Сино, която се фокусира върху приоритизиране на редица инициативи, които ще служат като карта на усилията за постигане на напредък в областта на върховенството на закона и през следващата 2012 година.